# Wanda Grodzieńska

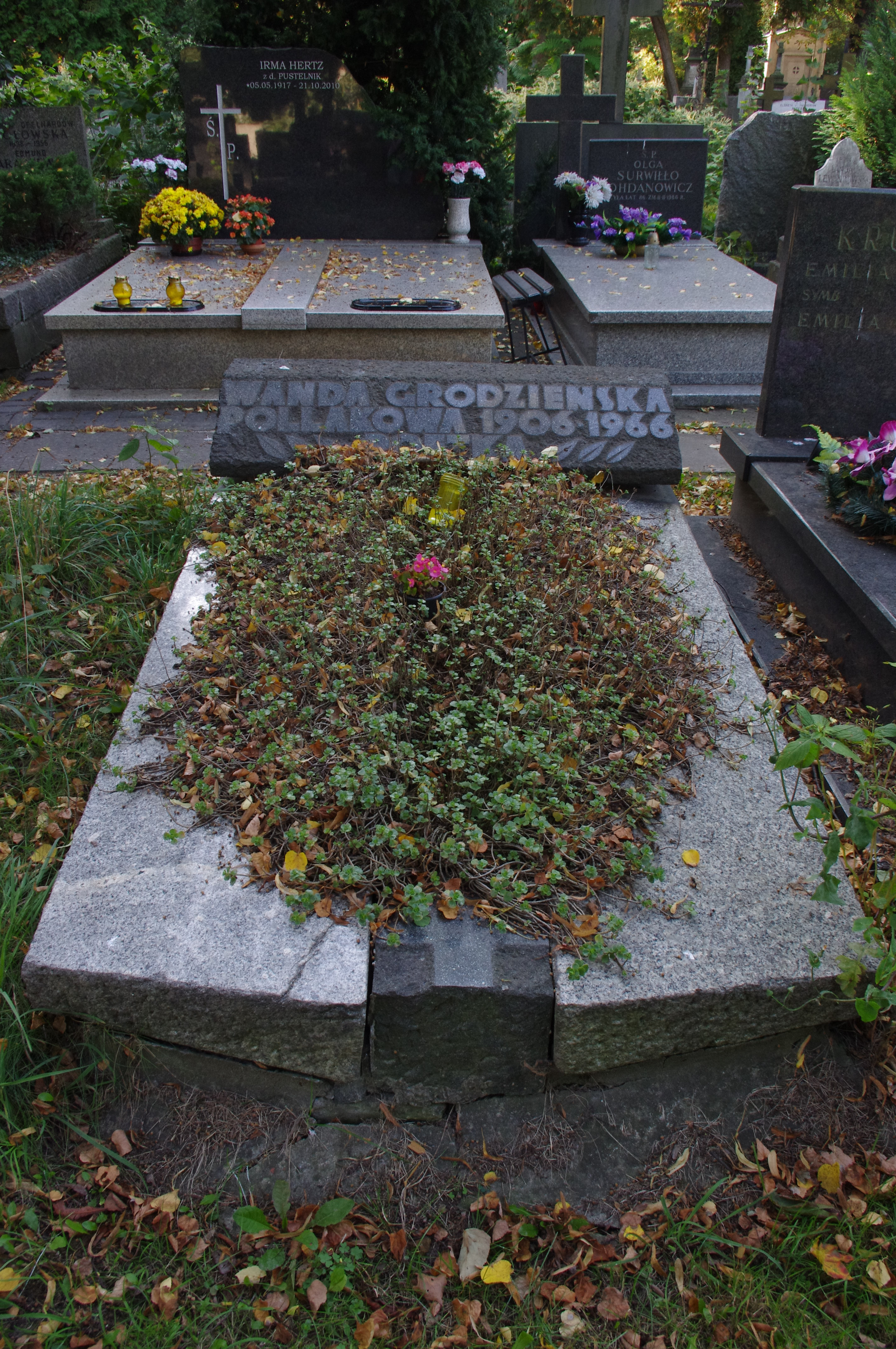
Grób poetki Wandy Grodzieńskiej na cmentarzu ewangelicko-augsburskim w Warszawie

Wanda Grodzieńska (ur. 3 sierpnia 1906 w Warszawie, zm. 3 lipca 1966, tamże) – polska poetka, prozaik, krytyk literatury dla dzieci, tłumaczka. 

## Życiorys
Urodziła się w rodzinie Jana (ur. 1870) i Róży z d. Teszner (ur. 1875). Miała siostrę Janinę (1900–1975). W latach 1927–1934 studiowała filologię polską na Uniwersytecie Warszawskim. Należała do Koła Polonistów Słuchaczów Uniwersytetu Warszawskiego. W 1935 zadebiutowała jako prozaik na łamach czasopisma „Płomyczek”.
W latach 1945–1955 była redaktorką „Świerszczyka”. Również w latach późniejszych publikowała tam opowiadania, wiersze i bajki swojego autorstwa lub tłumaczenia (co najmniej w 1958–1964). Jest autorką wielu zbiorów wierszy dla dzieci, a także książki z opowieściami biograficznymi o Mickiewiczu.
19 stycznia 1955 na wniosek Ministra Kultury i Sztuki została odznaczona Medalem 10-lecia Polski Ludowej.
Od 2 sierpnia 1930 była żoną poety i tłumacza Seweryna Pollaka, z którym miała córkę Joannę, poetkę.
Zmarła w Warszawie, pochowana na cmentarzu ewangelicko-augsburskim (aleja 38, grób 14a).

## Publikacje
- Najprawdziwsza bajka (Czytelnik, 1945)
- Były sobie koty dwa (Czytelnik, 1948)
- Kimsobo podróżnik (Nasza Księgarnia, 1949)
- O ślimaku co szukał wiosny (Czytelnik, 1949)
- Maszynowe wróżki (Nasza Księgarnia, 1952)
- Świerszczyk Iskierki (Nasza Księgarnia, 1952)
- Kot Bazyli (Nasza Księgarnia, 1954)
- Kolorowe bajki (Nasza Księgarnia, 1955)
- Dziwne dziwy się plotą (Nasza Księgarnia, 1958)
- Pomocnicy z bajki (Nasza Księgarnia, 1958)
- Ralf (Nasza Księgarnia, 1961)
- Turligroszek (Nasza Księgarnia, 1961)
- Wesołe okienka (Nasza Księgarnia, 1961)
- Bajka o dzielnym żołnierzyku (Nasza Księgarnia, 1962)
- Leśne jagody (Nasza Księgarnia, 1962)
- Dziwna historia o Pra-Prawnukach (Nasza Księgarnia, 1964)
- Leśny karnawał (Ruch, 1964)
- O Ptysiu i jego braciszkach (Ruch, 1964)
- Przygody Reksa-Kleksa (Nasza Księgarnia, 1966)
- Dziwne przygody kota Bazylego (Nasza Księgarnia, 1966)
- Śladami poety (Nasza Księgarnia, 1966)
- Dziwne zdarzenie (Nasza Księgarnia, 1968)
- Świerszczowa muzyka (Nasza Księgarnia, 1969)
- Studia z histori literatury dla dzieci i młodzieży (Nasza Księgarnia, 1971)